# Helmut Metzler
Helmut Metzler est un footballeur autrichien né le 5 mars 1945 à Hohenems. 
Il évoluait au poste d'attaquant, et est notamment connu pour ses passages au FC Nuremberg et à l'OGC Nice. 
Joueur prometteur, il n'a jamais réussi à retrouver son meilleur niveau après une blessure. Le 12 août 1970, lors d'un match contre l'Olympique lyonnais, il est sévèrement taclé par un joueur de l'équipe adverse, qui s'avérera être Jean Baeza. Mais Raymond Domenech, qui n'était alors qu'un jeune débutant, se voit attribuer la faute. Celui-ci décide de ne pas protester, et naît alors la réputation de « boucher », que Domenech traînera jusqu'à la fin de sa carrière de joueur. Quant à Metzler, à la suite de cette triste affaire, il jouera encore quelques matchs avant de devoir mettre un terme à sa carrière prématurément, à l'âge de 32 ans.

## Carrière
- 1966-1969 : FC Bregenz -  Autriche
- 1969-1970 : FC Nuremberg -  Allemagne
- 1970-1972 : OGC Nice -  France
- 1973-1976 : SSW Innsbruck -  Autriche
- 1976-1977 : Young Fellows Zürich -  Suisse[1]